# Guairaçá
Guairaçá este un oraș în Paraná (PR), Brazilia.